# Aparecida do Monte Alto
Aparecida do Monte Alto é um distrito do município brasileiro de Monte Alto, que integra a Região Metropolitana de Ribeirão Preto, no interior do estado de São Paulo.

## História

### Origem
O distrito de Aparecida de Monte Alto foi fundado pelo sertanista paulista Flávio Antônio de Oliveira que, após ser acometido de grave enfermidade, fez uma promessa que se fosse curado ergueria uma igreja e doaria boa área de terras para que fosse fundada uma povoação.
Sendo atendido em suas súplicas, cumpriu a promessa erguendo uma capela de pau a pique coberta de sapê, e ali foi celebrada em 8 de dezembro de 1848 a primeira missa. A modesta igrejinha perdurou por muitos anos até que por volta de 1865 foi reformada, coberta de telha e com paredes caiadas. Nesta época conseguiram do Ministério do Interior e dos cultos do Império o sino com as armas da monarquia que perdura até hoje no Santuário.

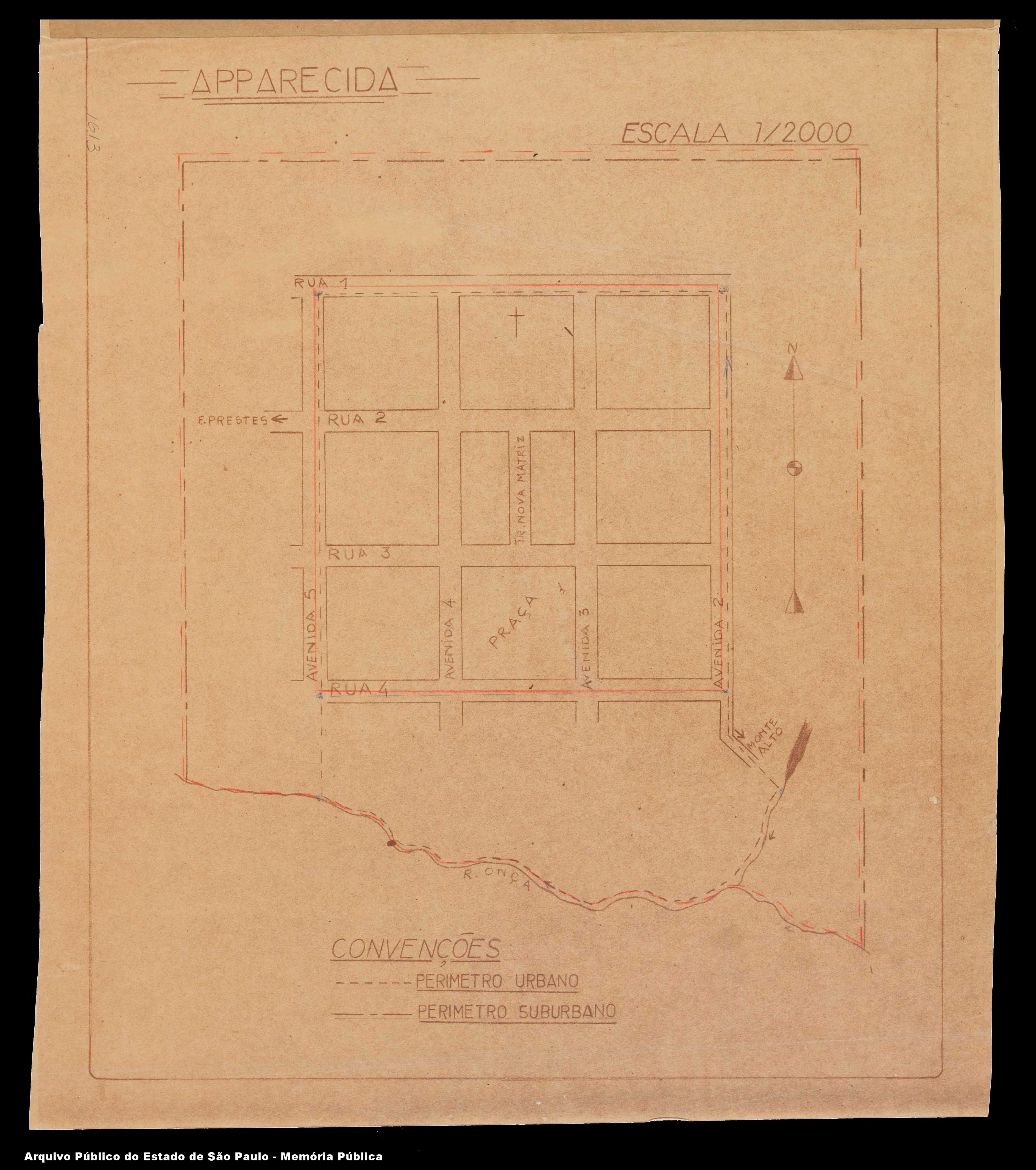
Planta da área urbana original.

Já o desvio da Estrada de Ferro Araraquara, que pelo traçado deveria passar por Aparecida, impediu o progresso da localidade. Em 1926 pediu-se a criação do distrito de paz, o que com o apoio de Nhonhô do Livramento foi conseguido, e instalado a 20 de março de 1927.

### Formação administrativa
- Distrito policial de Aparecida criado em 1890[4].
- Distrito de Aparecida do Monte Alto criado pela Lei n° 2.158 de 19/12/1926[5][6].
- O distrito foi extinto pelo Decreto n° 9.775 de 30/11/1938[7].
- O Decreto nº 10.072 de 24/03/1939 divide em duas zonas distritais o distrito de paz da sede do município de Monte Alto: 1ª zona - Monte Alto e 2ª zona - Aparecida do Monte Alto[8].
- Criado novamente pelo Decreto-Lei n° 14.334 de 30/11/1944 com a denominação de Montesina, formado com a vila de Aparecida de Monte Alto mais terras do distrito sede de Monte Alto[9].
- A Lei n° 233 de 24/12/1948 mudou-lhe o nome para Aparecida do Monte Alto[10].
- Extinto novamente pela Lei n° 5.285 de 18/02/1959, sendo parte de seu território incorporado ao distrito de Monte Alto e o restante ao município de Vista Alegre do Alto[11].
- Criado novamente pela Lei n° 4.954 de 27/12/1985, com sede no Povoado de Aparecida do Monte Alto e com território desmembrado do distrito de Monte Alto[12][13].

## Geografia

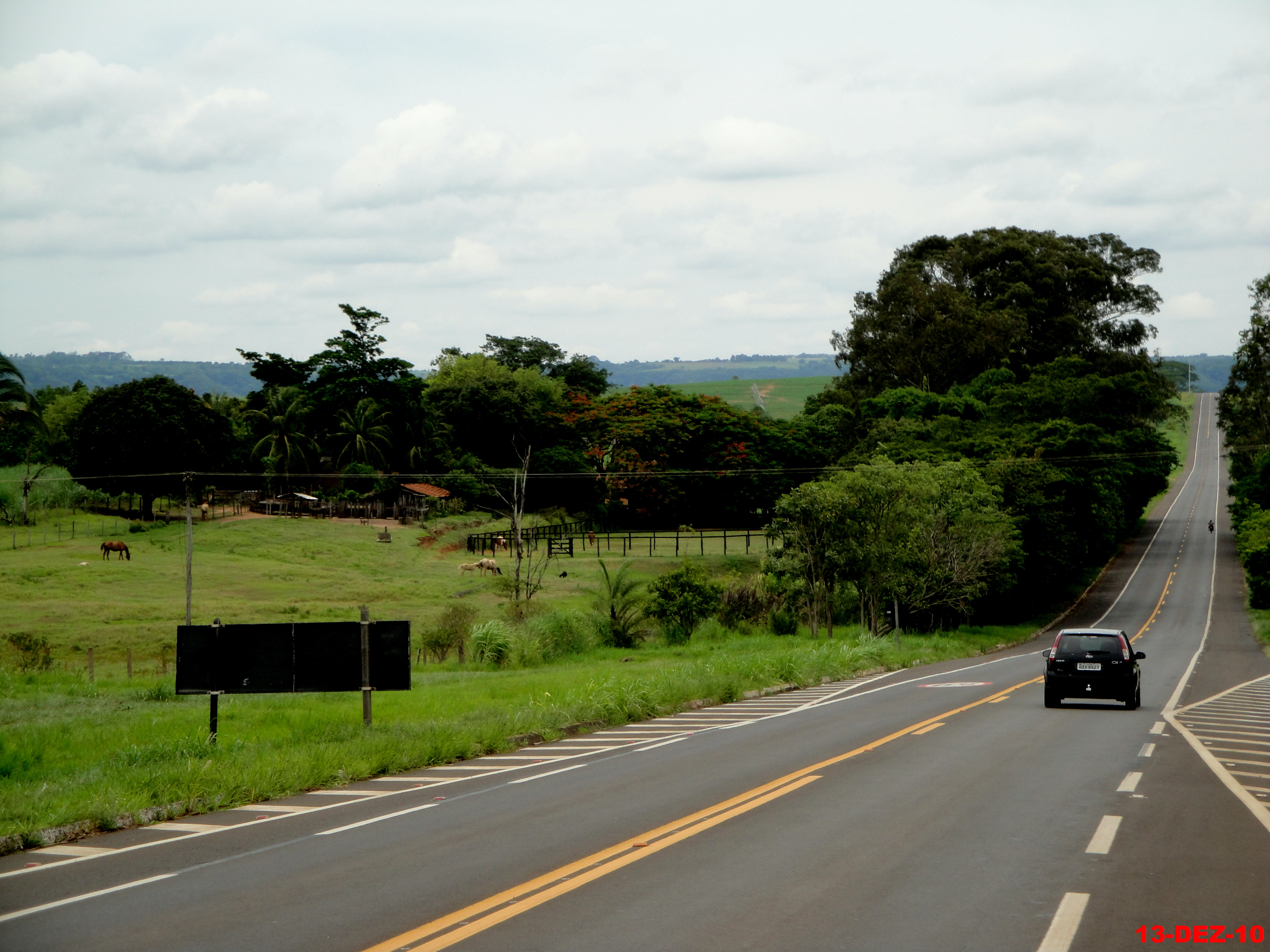
Trevo de acesso a Aparecida do Monte Alto no km 25 da SP-323.

### Demografia

#### População urbana
| Crescimento população urbana | Crescimento população urbana | Crescimento população urbana | Crescimento população urbana |
| Censo                        | Pop.                         |                              | %±                           |
| ---------------------------- | ---------------------------- | ---------------------------- | ---------------------------- |
| 1934                         | 171                          |                              |                              |
| 1950                         | 189                          |                              | —                            |
| 1980                         | 534                          |                              | —                            |
| 1991                         | 453                          |                              | −15,2%                       |
| 2000                         | 711                          |                              | 57,0%                        |
| 2010                         | 767                          |                              | 7,9%                         |
| Fonte: IBGE e Fundação SEADE |                              |                              |                              |

#### População total
Pelo Censo 2010 (IBGE) a população total do distrito era de 995 habitantes.

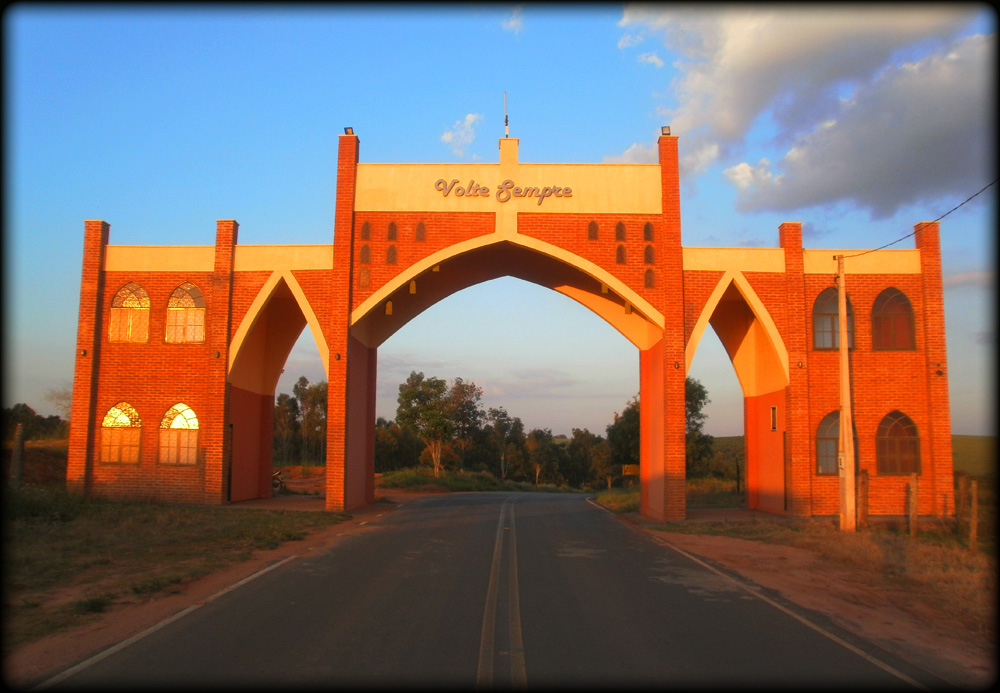
Saída para a SP-323.

### Área territorial
A área territorial do distrito é de 48,870 km².

### Rodovias
O distrito possui acesso à Rodovia Orlando Chesini Ometto (SP-323) e a cidade de Fernando Prestes através de estrada vicinal.

### Hidrografia
- Rio da Onça

## Serviços públicos

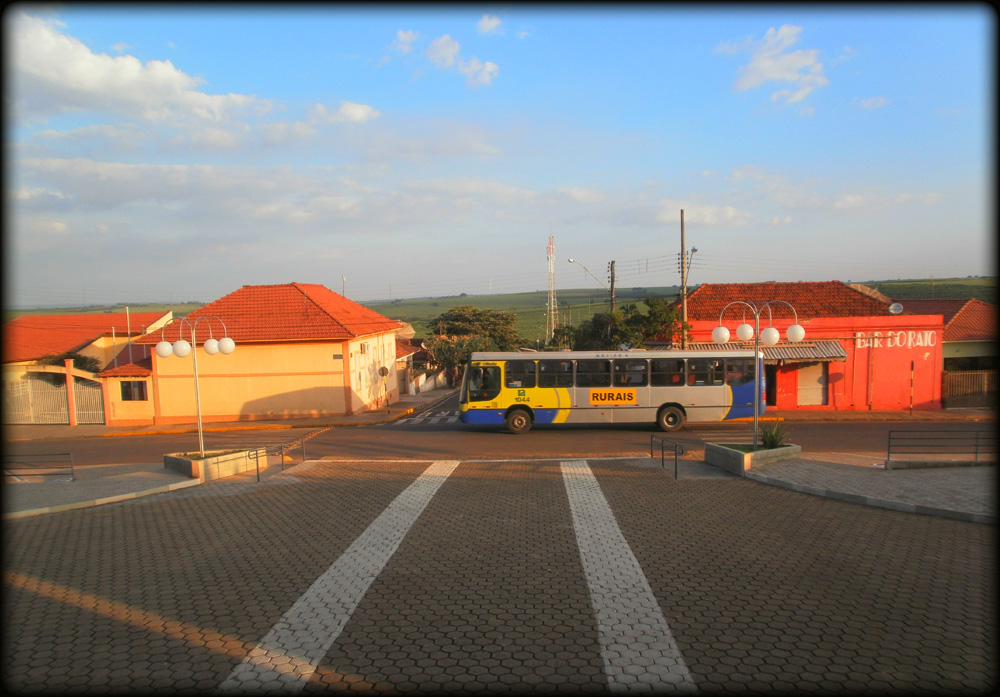
Aspecto local.

### Registro civil
Atualmente é feito na sede do município, pois o Cartório de Registro Civil das Pessoas Naturais foi extinto pela Lei n° 5.285 de 18/02/1959 e seu acervo foi recolhido ao cartório do distrito sede.

### Saneamento
O serviço de abastecimento de água é feito pela Companhia de Saneamento Básico do Estado de São Paulo (SABESP).

### Energia
A responsável pelo abastecimento de energia elétrica é a CPFL Paulista, distribuidora do Grupo CPFL Energia.

### Telecomunicações
O distrito era atendido pela Telecomunicações de São Paulo (TELESP), que inaugurou a central telefônica utilizada até os dias atuais. Em 1998 esta empresa foi vendida para a Telefônica, que em 2012 adotou a marca Vivo para suas operações.

## Religião
O Cristianismo se faz presente no distrito da seguinte forma:

### Igreja Católica

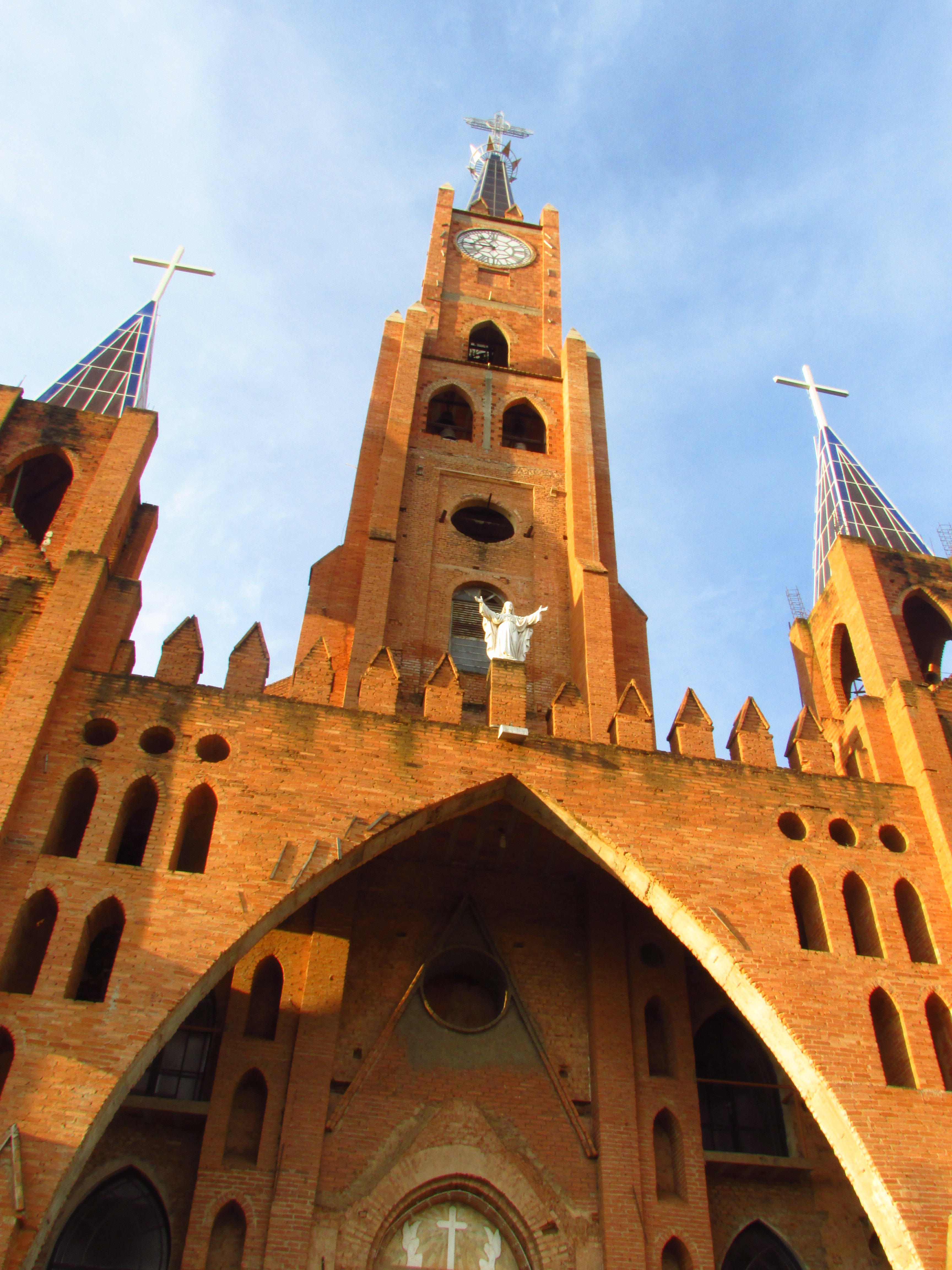
Torre do Santuário.

Localiza-se no distrito o Santuário de Nossa Senhora da Conceição Montesina, que faz parte da Diocese de Jaboticabal.
A primeira edificação como capela aconteceu após uma graça alcançada pelo proprietário das terras, Flávio Antônio de Oliveira, que cumpriu sua promessa construindo uma capela de pau-a-pique coberta de sapê e realizando a doação de uma imagem trazida de Portugal.
Em 8 de dezembro de 1848 foi celebrada a primeira cerimônia religiosa no espaço. Atribui-se ao Imperador Dom Pedro II a doação de um sino de bronze com o Brasão de Armas do Império.
O Santuário atual teve suas obras iniciadas em 1929. Mesmo estando aberto desde 1952 para a realização das atividades religiosas, segue em obras para sua finalização.
Todos os anos no mês de setembro acontece a Romaria ao Santuário de Aparecida, reunindo milhares de fiéis de diversas cidades da região para as celebrações religiosas, que foi reconhecida pelo Poder Legislativo de Monte Alto como Patrimônio Cultural de Natureza Imaterial, através da Lei Municipal nº 3.720 de 26 de agosto de 2021. 